# Леббинк, Герт Ян
Герт Ян Леббинк (нидерл. Gert Jan Lebbink; 21 ноября 1961, Девентер) — голландский гребец-байдарочник, выступал за сборную Нидерландов в первой половине 1980-х годов. Участник двух летних Олимпийских игр, серебряный призёр чемпионата мира, победитель многих регат национального и международного значения.

## Биография
Герт Ян Леббинк родился 21 ноября 1961 года в городе Девентере провинции Оверэйссел. Активно заниматься греблей начал в раннем детстве, проходил подготовку в местном спортивном клубе DKV.
Впервые заявил о себе в 1980 году, приняв участие в летних Олимпийских играх в Москве — стартовал здесь сразу в трёх разных дисциплинах: в двойках на километровой дистанции сумел дойти до финала и финишировал в решающем заезде седьмым, тогда как в двойках на пятистах метрах и в четвёрках на тысяче метрах не добрался даже до полуфинальной стадии.
Первого серьёзного успеха на взрослом международном уровне добился в 1982 году, когда попал в основной состав голландской национальной сборной и побывал на чемпионате мира в югославском Белграде, откуда привёз награду серебряного достоинства, выигранную в двойках на дистанции 10000 метров совместно с напарником Роном Стевенсом — лучше в финальном заезде финишировал только французский экипаж Бернара Брежона и Патрика Лефулона.
Благодаря череде удачных выступлений Леббинк удостоился права защищать честь страны на Олимпийских играх 1984 года в Лос-Анджелесе — в составе четырёхместного экипажа вместе с тем же Стевенсом дошёл до полуфиналов в гонках на 500 и 1000 метров. Вскоре по окончании этих соревнований принял решение завершить карьеру профессионального спортсмена, уступив место в сборной молодым голландским гребцам.